# امرأة على حافة الزمن
امرأة على حافة الوقت (نيويورك: ألفريد أ.نوف 1976) رواية كتبت بواسطة مارج بيرسي. تصنف الرواية من من يوتوبيا الخيال العلمي «التأملي» الكلاسيكي ومن النسوية الكلاسيكية أيضا.

## ملخص القصة
عام 1970، كانت هناك امرأة فقيرة ولكن ذكية في السابعة والثلاثين من عمرها، مكسيكسة-امريكية، تدعى كونسويلو (كوني)، تقيم في الهارلم الاسباني، تم احتجازها ظلما بمستشفى الأمراض العقلية بنيويورك نتيجة ميولها الإجرامية المزعومة. ولقد تم إطلاق سراحها مؤخرا من احتجاز قسري حكومي بمؤسسة عقلية نتيجة لحادثة متعلقة بالمخدرات وإهمال طفل والتي أدت إلى خسارة حضانة ابنتها. يتم القبض على كوني من قِبل الرعاية الحكومية وحضانة تأهيل الأطفال عام 1970 بمدينة نيويورك. بعد المشهد الأول يتم إلزامها بشكل غير إرادي من قِبل قواد ابنة اختها، باستخدام العنف، بعد أن ضربته أثناء حماية ابنة أختها دوللي (دولوريس) منه. كانت دوللي قد طلبت الحماية من كوني لأنها أجُبِرت من القواد على الإجهاض (غير القانوني).
واحدة من قدرات كوني الرئيسية هي فطنتها وتعاطفها.ونتيجة لذلك، قبل أن تواعد القواد، بدأت كوني التواصل مع (تستقبل رسائل من) شخصية من المستقبل: امرأة شابة ثنائية الجنس (لديها عضو تناسلي ذكري وآخر أنثوي) تُدعى لوسنت. لازمت كوني رؤاها وتواصلها والذي يزداد واقعية بمرور الوقت، حتى في الوقت الذي تم فيه تخديرها بشكل كبير في مستشفى الأمراض العقلية في نيويورك، على أساس بلفيو وغيره من المؤسسات العقلية في تلك الفترة.
لوسنت مسافرة عبر الزمن قادمة من المستقبل (جاءت من عام 2137 كما هو مُعطى) حيث تم تحقيق عدد من أهداف الأجندة السياسية والاجتماعية في أواخر الستينات وأوائل السبعينات من الحركات الراديكالية. لقد تم التعامل بفعالية مع التلوث البيئي، الأبوية، التشرد، المثلية الجنسية، العنصرية، المركزية الجنسانية، الجنسانية، التبعية الطبقية، الظلم الغذائي، النزعة الاستهلاكية، الإمبريالية والشمولية في هذا العالم، بشكل حكومي لامركزي في نسخة فضفاضة من الأناركية.
على النقيض من وضع السبعينيات المعاصر داخل مؤسسة عقلية فاسدة حيث يتم تصنيف المرضى «بالعنيف» و «العاجز» و «المختل» وما إلى ذلك، على أساس ردود أفعالهم تجاه طبقة قاسية وغير عادلة، ومجتمع يمزقه التمييز الجنسي، سكان المستقبل يختبرون (يعيشون) حرية شخصية هائلة ويُدرِبون بعضهم البعض في ضبط النفس وطرق إنتاج نتائج مفيدة للجميع في جميع المواقف الاجتماعية. على وجه الخصوص، فإن مواضيع الإرادة والإرادة الحرة، والمأساة العقلية، والتدخل في شئون الآخرين هي مفتاح رؤية المستقبل اليوتوبي. يتم تقديم كوني من قبل لوسنت إلى المجتمع الزراعي المحلي لمدينة ماتابويسيت، حيث ينمو الأطفال في ثقافة تشجعهم على معرفة أنفسهم وعقولهم وعواطفهم بشكل كامل من خلال ممارسة نوع من التأمل في سن مبكرة ("in-knowing ")، في خدمة الوئام الاجتماعي والقدرة على التواصل مع الآخرين دون هيمنة أو تبعية.
هذا المجتمع غير المقسم لطبقات، محايد الجنس (تستخدم ضمائر غير مجنسة، لاسيما «لكل» أو «شخص» لـ «هو/هي/له/لها») يعترف ويوالي اختلاف الاعراق تم رسم جميع تفاصيله، بما في ذلك شكل الاجتماعات والمناقشات التي تقضي على فروق السلطة قدر الإمكان، والاستخدام المكثف للتكنولوجيا فقط للحاجات الاجتماعية، واستبدال الأعمال التجارية وجداول أعمال الشركات بالتخطيط العام للعدالة الاجتماعية واحترام فردانية البشر. تتم تسوية النزاعات بين البلدات والمناطق بشكل سلمي من خلال النقاش والتنافس القائم على الجدارة، مع اضطرار الأحزاب الفائزة إلى «إلقاء حزب كبير» أو التوفيق بين الخاسرين في كل حالة، من أجل الحفاظ على علاقات ودية.
يمكن رؤية التركيز على الحرية الفردية في السبعينيات في بعض الأحيان: كل شخص يعيش في خيمة خاصة أو منزل مكون من غرفة واحدة، والأطفال يتطورون خارج رحم الفرد ويتم تبنيهم من قبل ثلاث «أمهات» (من أي جنس) حيث يحرسونهم ويعلمونهم حتى سن البلوغ فقط. كل شخص يختار اسمه، ويمكنه أيضًا اختيار مجال دراسته وعمله، وكذلك وقت الانسحاب من مجتمعه، أو الانضمام إلى مجتمع جديد؛ تنطبق الحرية الكاملة أيضًا على الخيارات الذهنية والعاطفية للشخص - في هذا العالم المستقبلي، يمكن للمرء أن يتحقق من نفسه وإلى ما يماثل مصحّة عند الرغبة، أو يدخل أو يخرج من أنواع مختلفة من العلاج، أو يأخذ استراحة ذهنية بطريقة أخرى وليس لأي شخص آخر الحق في اختيار هذا نيابة عنه. يتم اختيار مجال عمل الشخص بنفسه، وينطبق الأمر على مسار حياة المرء ورغباته واحتياجاته وقدراته العقلية أو العاطفية: «يجب على كل فرد ألا يفعل إلا ما بوسعه فعله» و «يجب على كل شخص أن يفعل ما يحتاج إلى القيام به» يتم تطبيقها على خيارات الحياة الشخصية / العاطفية والمهنية بقدر الإمكان. هناك حدود لهذه المدينة الفاضلة (اليوتوبيا)، التي تهدد دائماً الهوامش: تفرض عقوبة الإعدام في بعض الأحيان، والحرب في الخلفية، لكن كليهما يعتبران تدابير متطرفة وغير عادية.
تتعلم كوني أدوات البقاء العاطفي والجسدي من لوسين وسكان ماتابويسيت المستقبليين، وتصبح تشعر أنها تعيش في وقت هام في التاريخ، وأنها هي نفسها في موقع محوري. أعمالها وقراراتها ستحدد مسار التاريخ. بشكل خاص، تم الاكتشاف ببطئ أن يوتوبيا لوسينت هو فقط مستقبل محتمل، والعقود الآجلة البديلة محتملة، والرواية تظهر لنا مثالاً واحدًا، وهو مستهلك مستقبلي، ومفهوم رأسمالي فائق، ومجتمع بيئي، ومجتمع صرفي، عنصري، ومطبوع على أساس نوع الجنس، تعيش فيه نخبة ثرية على منصات فضائية، وتدعم نفسها من خلال الهيمنة واستغلال غالبية السكان من خلال السيطرة الكاملة على المعرفة والتكنولوجيا، والسيطرة الشخصية تمتد إلى «الزراعة» للأجسام (حصاد الأعضاء بانتظام) والسيطرة الجراحية على المزاج من خلال استخدام العقارات نفسية التأثير. إن النساء في هذا العالم العنيف، الكاره للنساء والمثليين جنسياً، يتم تقييمه و «نموه» فقط من أجل المظهر والحياة الجنسية، والجراحة التجميلية التي تعطي النساء سمات جنسية مبالغ فيها بشكل غريب أمر شائع.
تنتقد الرواية المؤسسات العقلية والاستشفاء وقتها (في السبعينات) على نطاق واسع، وتستدعي مشكلة الإرادة الحرة إلى الواجهة بالإضافة إلى اقتراح مسارات بديلة للتعافي العقلي والإصلاح الاجتماعي. لا يقرر القارئ ما إذا كانت رؤى كوني ناتجة عن عدم استقرارها العقلي أو عن السفر عبر الزمن، ولكن في نهاية المطاف، مواجهة كوني مع المستقبل تلهمها إلى ثورة عنيفة ضد آسريها في المؤسسات. إنها تستخدم وسائلها المحدودة، على الرغم من وضعها المقيد للغاية، بطريقة يائسة وبطريقة واضحة لمنع نشر تكنولوجيا التحكم بالعقل التي تجعل من دستوبيا المستقبل أمرا محتملا، مما يضع نهاية لتجارب السيطرة على العقل ويمنع عملية جراحة الفصوص. التي كانت مخططة لها ولمئات المرضى الآخرين المسجونين. تتصرف كوني في تقليد الثورات من قبل الطبقات المضطهدة والمهمشة لتقوم بصعق النظام القمعي والذي من خلاله تم أسرها. على الرغم من أن عملها الثوري يضمن لها حبسها الدائم ويحتمل الحكم عليها بالإعدام، وقد لا يضمن وجود مستقبل ماتابويسيت، إلا أن كوني ترى أن تصرفها نصرًا، وربما يتم تشجيع القارئ على الموافقة: «أنا امرأة ميتة الآن أيضا... لكنني قاتلتهم... حاولت.»

## المواضيع الرئيسية

### التحول الاجتماعي
إن جوهر الرؤية المثالية لبيرسي هو التحول الاجتماعي الذي تحقق بعد تدمير الحضارة الحالية من خلال التدهور البيئي والحرب. «إن تحول المجتمع القائم إلى مدينة فاضلة هو مشروع محفوف بالمخاطر لا يمكن تحقيقه إلا من خلال عملية صنع الخيارات وعبور الحدود». وصف ماتابويسيت، المجتمع المستقبلي المحتمل في الرواية، يؤكد أن النضال الجماعي قد أدى إلى مساواتهم. نمط الحياة والعمل الجماعي هو كيفية الحصول على ما يرام. «إن أهم شيء في اهتمام بيري بالفعالية هو العلاقة الأساسية بين العمل الشخصي والتغيير التاريخي نفسه. الثورة ليست حتمية. إنها عملية تغيير قد تتطلب ظروفًا مناسبة وتحدث بشكل أسرع في لحظات تاريخية معينة، ولكنها لن تحدث على الإطلاق بدون التزام شخصي ونضال». ويترك القارئ ليقرر ما إذا كان ماتابويسيت وتقرير المصير من سكانها حقيقة أم نسج خيال كوني. «من خلال وصف واقع رؤى كوني بشكل غامض، اسئلة النص عن المثالية في التفكير اليوتوبي مع إظهار أن التغيير الاجتماعي يبدأ مع ذلك في عالم الأفكار».

### نظرية المساواة بين الجنسين (النسوية)
في رأي بيري الشخصي، فإن ماتابويسيت ليست مدينة فاضلة - «لأنه يمكن الوصول إليها. لا يوجد شيء تقريباً هناك باستثناء الحاضن الذي لا يمكن الوصول إليه الآن. لذا فهي بالكاد مدينة فاضلة؛ إنها عن قصد ليست من اليوتوبيا لأنها ليست جديدة بشكل لافت للنظر. هي الأفكار الأساسية للحركة النسائية». كل شخصية في ماتابويست لها نظير في عالم كوني الحالي، يوازي الاختلافات في القوة الشخصية وبالتالي فرص لتحقيق الذات. على سبيل المثال، صديق كوني الذي وضِع في المؤسسة العقلية من قبل والده بسبب كونه شاذًا، يذكرها بجاكرابيت، وهو شخص مخبول لا يقبله فقط ولكنه شائع جدًا في ماتابويست. في تناقض صارخ مع مستشفى الأمراض العقلية حيث الأطباء جميعهم رجال، في ماتابويست، لدى النساء تقليد خاص ودور في الشفاء. ومناصب القوة تدور بين الرجال والنساء على حد سواء. حتى القوة الأبوية التقليدية تم التخلص منها، ويتم تقاسم تجربة الأمومة بين النساء والرجال، حيث تم تطوير التكنولوجيا لتعليم الأطفال في حاضنة ميكانيكية وتمكين الرجال من الرضاعة الطبيعية. يُنظر إلى الأمومة على أنه واجب يتقاسمه كل والد بشكل متساوٍ، بغض النظر عن الجنس. «بالإضافة إلى ذلك، تعامل النقاد مع الرواية كحرف رمزي للصراع في الأوساط الأكاديمية بين الحركة النسائية العقائدية والالتزام بالأمومة». «إن تفكيك هياكل السلطة يستمر على المستوى اللغوي، حيث تقوم بيرسي بحذف ازدواجية الشكل للصفات والضمائر في» له«و» لها«التي تم استبدالها بالجنسين» لكل«الإشارة إلى شخص الضمير الفردي».

## الأهمية الأدبية والاستقبال
مؤخرا وصفت المراجعات الرواية بالتشويق والاندماج وحسن الكتابة، ولكن أيضًا صُنِفت بالجدلية والتوجيه. ولوحِظت يوتوبيا بيرسي بتجسيدها الحرفي لمثالية الحركة المضادة في الستينات/الحركة النسوية: الحكمة الإيكولوجية، والمجتمع، ثنائية الجنس، والطقوس، واحترام الجنون، وعدم الملكية، وما إلى ذلك". [ في ذلك الوقت، وبمرور الستينات، شاركت الروايات الأمريكية بشكل عام الشعور المروع ذاته، وتتسائل "ما هي الترتيبات الاجتماعية والروحية الجديدة الآن بعد أن تحطمت القديمة تماما؟"  في هذا السياق، لم يجد روجر سيل، في صحيفة نيويورك تايمز، شيئًا جديدًا في "المرأة على حافة الزمن"، واصفاً الكتاب بأنه مقلّد ومشتق، ويشير إلى أن "الأدوات الرئيسية... هي قطع مألوفة بشكل رهيب، والمستشفى العقلي ومجتمع خيالي في المستقبل". بالرغم من ذلك، المراجعات الأكاديمية وضعت الرواية بين الروايات المبتكرة المهمة في منتصف السبعينيات، وتعد ايضًا من الواقعية المجتمعية ولكن بشكل مميز، تصف "الوعي الجديد" بطريقة ما، "على الرغم من أنها لا تستخدم دائمًا تقنيات الاحتمالية، إضافة إلى البعد الأسطوري لشخصياتهم التمثيلية. "
الجمع بين المثل النسوية مع الرؤى اليوتوبية لمجتمع مستقبلي قائم على مبادئ الشيوعية والمساواة، تخيلت بيرسي عالم ما بعد نهاية العالم الذي أنشأ امرأة على حافة الزمن كنوع من الابتكار النسائي المبكر في النوع الذكوري التقليدي للخيال البائس. التصورات الجنسانية والعلاقات بين الجنسين تم الاعتراف بها كعناصر مفيدة في تصوير الصراع بين المطالب الفردية والمجتمعية. «على سبيل المثال، فإن حكومات المجتمعات البائسة مثل تلك التي تم وصفها في» نحن، العالم الجديد الشجاع و1984 «، تركز جميعها على الجنس كمسألة حاسمة لجهودها في السيطرة الاجتماعية. ومن الواضح أيضًا أن هذا التركيز يأتي إلى حد كبير بسبب تصور من جانب هذه الحكومات أن الجنس هو موضع محتمل للطاقات التخريبية القوية.» المرأة على حافة الزمن«يقابلها بشكل رائع نقيان يوتوبيا ماتابويسيت مع الواقعية البائسة التي يتم تمثيل العالم الفعلي بها كوني». وقد تم تحليل الرواية على أنها ديستوبيا، مثل الخيال التأملي، وكخيال واقعي «من خلال أوصافها الحيوية والمتماسكة عن المؤسسات الاجتماعية الجديدة، أجابت بيرسي على قصص الحرب الباردة الشهيرة مثل 1984 وعالم جديد شجاع التي تندب أنه لا توجد إمكانية لتخيل مجتمع مناهض للشمولية». وقد قورنت الرواية بغيرها من الروايات النسوية اليوتوبية أو الدستوبية الخيالية مثل المستعبد واليد اليسرى للظلام لأورسولا لي جوين، والرجل الأنثوي لجوانا رس، شغف حواء الجديدة لانجيلا كارتر، وقصة الخادمة لمارجريت اتوود.

## تاريخ النشر
بيرسي، مارج (1976). امرأة على حافة الزمن. نيويورك: الفريد أ. كنوبف. ISBN 0-394-49986-7.
بيرسي، مارج (1977). امرأة على حافة الزمن. نيويورك: فاوست كريست. 0-449-23208-5.ISBN
بيرسي، مارج (1980). امرأة على حافة الزمن. لندن: الصحافة النسائية. ISBN 0-7043-3837-8.
Piercy، مارج (1985). امرأة على حافة الزمن. نيويورك: فوسيت. ISBN 0-449-21082-0.
Piercy، marge (1987). امرأة على حافة الزمن. لندن: الصحافة النسائية. ISBN 0-7043-3837-8.
Piercy، marge (1987). امرأة على حافة الزمن. نيويورك: فوسيت. ISBN 0-449-21082-0.
Piercy، marge (1997). امرأة على حافة الزمن. نيويورك: كتب بالانتاين. ISBN 0-449-00094-X.
Piercy، مارج (2000). امرأة على حافة الزمن. لندن: الصحافة النسائية. ردمك 0-7043-4656-7.